# Drosophila tripunctata
Drosophila tripunctata este o specie de muște din genul Drosophila, familia Drosophilidae, descrisă de Friedrich Hermann Loew în anul 1862. Conform Catalogue of Life specia Drosophila tripunctata nu are subspecii cunoscute.